# Alois Morgenstern
Alois Morgenstern (* 13. Juni 1954 in Spittal an der Drau) ist ein ehemaliger österreichischer Skirennläufer. Seine Spezialdisziplin war der Slalom. Er wurde 1972 Junioreneuropameister und erreichte einen Podestplatz im Skiweltcup. Bei den Olympischen Winterspielen 1976 belegte Morgenstern den siebenten Platz im Slalom.

## Karriere

### Als Skirennläufer
Morgenstern wurde Anfang der 1970er-Jahre in den Kader des Österreichischen Skiverbandes aufgenommen. Den ersten großen Erfolg feierte er mit dem Sieg im Slalom bei den erstmals ausgetragenen Junioreneuropameisterschaften 1972 in Madonna di Campiglio. Nachdem er in der Saison 1972/73 seinen ersten Top-10-Platz im Europacup erreicht hatte, stieg er im folgenden Winter in die Weltcupmannschaft auf. Sein bestes Saisonergebnis, gleichzeitig auch das erste in die Punkterängen, also unter den besten zehn, war der sechste Platz im Slalom von Voss am 3. März 1974. Aufgrund einer Verletzung konnte er fast im gesamten nächsten Winter keine Rennen bestreiten.
In der Saison 1975/76 kam Morgenstern in drei Slaloms unter die schnellsten zehn, wobei sein bestes Resultat Rang sechs in Garmisch-Partenkirchen war. Damit konnte er auch an den Olympischen Winterspielen 1976 in Innsbruck teilnehmen und erreichte im Slalom als bester Österreicher den siebenten Platz. Im Riesenslalom war er ebenfalls am Start, fiel aber im zweiten Durchgang aus.
Sein bestes Weltcupresultat überhaupt erzielte Morgenstern am 10. Jänner 1977: Hinter dem Schweden Ingemar Stenmark und dem Österreicher Klaus Heidegger belegte er den dritten Platz im Slalom von Berchtesgaden. Mit weiteren drei Top-10-Ergebnisses kam er in der Saison 1976/77 auf den elften Platz im Slalomweltcup. Im Jahr zuvor hatte er den zwölften Platz belegt.
Im nächsten Winter erreichte der Kärntner nur noch einmal die Punkteränge (Rang fünf in Chamonix), weshalb er seinen Platz in den Weltcupmannschaften verlor. In der Saison 1978/79 versuchte er über den Europacup wieder in den Weltcup zurückzukehren. Dies gelang ihm jedoch nicht und am Ende des Winters gab er seinen Rücktritt bekannt.

### Als Fußballtrainer
Nach dem Ende seiner Laufbahn als Skirennläufer wechselte Morgenstern zum Fußball und wurde Trainer des FC Lendorf, bei dem er auch als Sportlicher Leiter fungiert. Mit Lendorf stieg er 2018 in die Regionalliga auf.

## Persönliches
Alois Morgenstern ist ein Onkel des Skispringers Thomas Morgenstern. Sein Sohn Martin Morgenstern (* 1982) war als Fußballspieler in der Bundesliga für den FC Kärnten aktiv, sein älterer Sohn Christoph (* 1979) spielte für Bad Bleiberg und Lustenau in der zweiten Liga.

## Sportliche Erfolge

### Olympische Winterspiele
- Innsbruck 1976: 7. Slalom

### Weltmeisterschaften
- Innsbruck 1976 : 7. Slalom

### Weltcup
- Ein Podestplatz, weitere acht Platzierungen unter den besten zehn

### Europacup
- Ein Sieg (Slalom in Bad Kleinkirchheim 1977), ein zweiter Platz

### Junioreneuropameisterschaften
- Madonna di Campiglio 1972: 1. Slalom